# Johannes Numeister

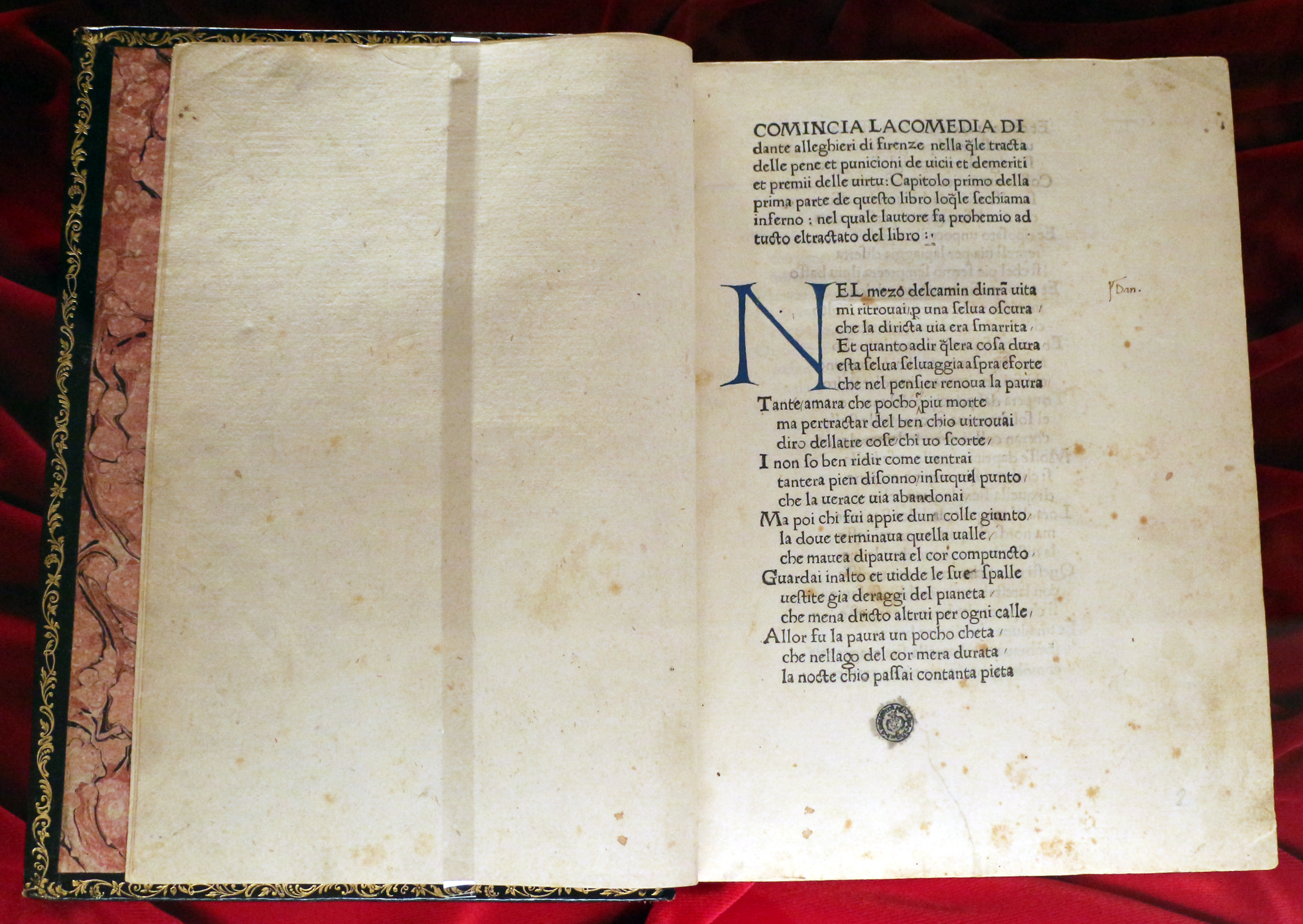
Leditio princeps della Divina Commedia di Dante Alighieri stampata in Foligno da Johannes Numeister nel 1472 (esemplare laurenziano)

Johannes Numeister, o Neumeister (Treysa, prima metà del XV secolo – Lione, 1512), è stato un tipografo tedesco, ricordato come uno dei primi stampatori in Italia.

## Biografia
La prima notizia certa della sua biografia lo vede immatricolato all'Università di Erfurt nel 1454.
Secondo una tradizione non confermata da fonti scritte, Johannes Numeister fu allievo di Johannes Gutenberg e aiutò il maestro nella stampa del Catholicon (1460). Dopo il sacco di Magonza del 1462 si trasferì a Vienna e quindi scese nell'Italia centrale, stabilendosi a Foligno. Qui fece società con il fonditore Stefano di Magonza, che lo aveva preceduto, e con Giovanni Papa. 

Nell'abitazione di Emiliano degli Orfini nel biennio 1470-1472 stampò il De bello Italico adversus Gothos di Leonardo Bruni, le Epistolae ad familiares di Cicerone e nel 1472, col finanziamento di Evangelista Angelini di Trevi, la famosa editio princeps della Divina Commedia. Nel 1473 Johannes Numeister, che non fu mai un uomo ricco, fu rinchiuso in prigione per debiti.
Dopo aver riacquistato la libertà tornò in Germania: una preziosa edizione illustrata delle Meditationes di Torquemada datata 1479 reca il nome di Numeister e sembra essere stata stampata a Magonza; in questa edizione erano utilizzate in metallo le stesse incisioni preparate in legno per l'edizione romana di Ulrich Han del 1466. La stessa edizione delle Meditationes apparve ad Albi (Francia) nel 1489. Evidentemente Numeister si trasferì in Francia. Oltre ad alcune altre opere stampate ad Albi, il nome di Numeister si ritrova su altre due opere stampate a Lione fra cui un Missale, commissionatogli dall'arcivescovo Carlo II di Borbone, considerato fra i capolavori dell'arte tipografica. L'ultima edizione che porta il suo nome è il cosiddetto Messale d'Uzès stampato a Lione nel 1495.